# سحر الواقع
سحر الواقع: كيف نعرف حقيقة الواقع (بالإنجليزية: The Magic of Reality: How We Know What's Really True)‏ هوَ كتابٌ صدرَ عام 2011 للكاتب الإحيائي البريطاني ريتشارد دوكينز. صدرَ الكتاب في 15 سبتمبر 2011 في المملكة المتحدة وفي 4 أكتوبر 2011 في الولايات المتحدة كما تُرجم إلى عدّة لغات بما في ذلك العربية على يدِ المُترجم عنان علي الشهاوي فصدرت الطبعة الأولى عام 2013.
يُعدّ كتاب سحر الواقع كتابًا علميًا موجهًا للأطفال والشباب بشكل أساسي، كمَا ذكر دوكينز في إحدى تصريحاتهِ بأن الكتاب مُخصص للأشخاص الذين تتراوح أعمارهم بين 12 عامًا فما فوق مُبينًا أن بإمكان القُرّاء الأصغر سنًا فهم محتواه بمساعدة إضافية من البالغين.

## العنوان
في الفصل الأول من الكتاب؛ يشرحُ ريتشارد دوكينز ما يعنيه بعنوان «سِحْرُ الوَاقِع»:

## ملخص
تبدأ معظم الفصول بإعادة سرد موجز «لخرافات الخلق» التي ظهرت كمحاولات لشرح أصل ظواهر معينة تمّت ملاحظتها. يختارُ دوكينز هذه الأساطير بعناية ومن جميع أنحاء العالم، بما في ذلك «الخرافات» التي انتشرت في بلاد ما بين النهرين القديمة، مصر القديمة، مناطق السكان الأصليين في أستراليا، الدول الإسكندنافية، اليونان، الصين وحتّى اليابان وباقي المناطق التي عرفت انتشارًا ورواجًا لبعض الأفكار التي كانت – ولا زالت – بمثابة تفسيرٍ لعددٍ من الظواهر.
في الفصل الافتتاحي؛ يوضح دوكينز أنه على الرغم من أن الروايات الأسطورية والمعتقدات هي حِكايات ممتعة نوعًا ما لكنّها تبقى مجرد خرافات ولا علاقة لها لا بالواقع ولا بالعلم فيسرد قصّة كيف يُمكن لسندريلا مثلًا أن تحوّل بطريقة سحرية اليقطين إلى عربة في الخيال ثمّ يؤكّد بأنّ القيام بهذا الأمر في الواقع يبقى مُستحيلًا لأن اليقطين والعربة يَمتلكان تنظيمًا داخليًا معقدًا بشكلٍ أساسي.
في الفصول اللاحقة؛ يتناول دوكينز موضوعات تتراوح بين البيولوجيا التطورية والانتواع ثمّ ينتقلُ إلى الظواهر الفيزيائية مثل النظرية الذرية والبصريات وحركة الكواكب والجاذبية وتطور النجوم والطيف وكذَا الصفائح التكتونية وصولًا إلى علم الأحياء الفلكي. يصفُ دوكينز في الكِتاب فهمه لميكانيكا الكم بأنه ضبابي، ولذا فهو يرفض الخوض في هذا الموضوع.
يسترسلُ دوكينز في أحدِ فصول الكتاب في شرحِ مصطلح «الأنواع» ومن أجلِ تبسيطهِ يضربُ عددًا من الأمثلة التي يؤكّد فيها أنه من الصعب جدًا ملاحظة التغيير على مستوى الأنواع عندَ مرور السنين لكنّه يبقى حاضرًا بكلّ تأكيد. في الفصلان الأخيران؛ يناقشُ الكاتب نظرية شواش وعلم النفس ودورهما في ما يسمى «بالمعجِزات الدينيّة»؛ ويؤكّد دوكينز من جديد – عبر تبنّي حجة الفيلسوف ديفيد هيوم – بأن مدعي المعجزة أو حتى المؤمنِ بها يجب أن يثبت صحتها لا أن تحتمل معجزتهُ الصواب كما تحتمل الخطأ.

## الاستقبال
يصفُ تيم رادفورد في مراجعته لصحيفة الجارديان الكتاب بأنه «مصوّر بشكل رائع ومصمم بشكل جميل ... إنه تقطير لدرجة أن دوكينز كتبه وناقشه منذ أن نشرَ الجين الأناني ... دوكينز يعرفُ ما يفعل!» في مقالةٍ نُشرت على نيو ساينتست من قِبل أندي كوجلان والتي دعّمها بِتعليقات ابنته فيبي البالغة من العمر 20 عامًا وابنه كالوم البالغ من العمر 13 عامًا؛ يصفُ كوجلان الكتاب بأنه « انتصار ... لكنه يتمنى لو أن دوكينز كتبَ فصلًا آخر بعنوان «لماذا يفعل الناس أشياء سيئة للآخرين؟» ... يتسائل دوكينز ضمنيًا عمّا إذا كان بإمكاننا أن نتطور ونتعامل مع بعضنا البعض بشكل أكثر مدنية» كما يدعمُ كوجلان دوكينز في تشجيع القراء على الالتفات لجَمال الواقع المذهل ويقول: «القليل منا يستيقظ كل يوم ويفكر في كم هو مدهش أننا لسنا على قيد الحياة فحسب؛ بل ندرك أننا على قيد الحياة!» في المراجعة ذاتها؛ يتبيّن أن فيبي أُعجبت بالكتاب كثيرًا وكتبت هي الأخرى رأيها قائلةً: «لم أتمكن من وضع الكتاب قبل إنهائه! لقد وجدت نفسي أستمتع بتعلم حقائق جديدة مثيرة وتعزيز الحقائق القديمة التي أعرفها ... لعلّ أكبر ميزة في هذا الكتاب هي أنه قادر على خلطِ العلم بأمور الحياة. أسلوب ريتشارد عامي؛ ونجحَ في خلق نغمة مريحة وأخف وزنًا» بينما قالَ كالوم – ذو الثالثة عشر سنة – إنّه لا يحتاجُ هذا الكتاب ليعرفَ حدود الواقع ويُضيف: «المعجزات غير موجودة؛ هذا أمرٌ سهلٌ ومعروف ... سحر الواقع لم يغيّر وجهات نظري بشأن أي شيء.»
في المُقابل؛ أشادَ نيفيل هاوكوك من صحيفة فاينانشال تايمز بوضوح دوكينز في التفسير قائلًا: «إنه حقًا جيد جدًا في هذا. يحتوي الفصل الخاص بأقواس قزح على «أوضح توضيح» قرأته لكيفية ظهور هذه الأقواس.» في حين كتبَت ميغان كوكس جوردون لصحيفة وول ستريت جورنال معلقةً: «لهجته تتناوب بين البهجة الحقيقية حول كيفية عمل الأشياء والشفقة العمياء للأشخاص الذين يصرون على رؤية خالقٍ يقفُ وراء آلية الكون ... لا توجد خطة ولا أي ألوهية؛ هناك فقط «سحرُ الكون» الذي يتكشّف. وَإذا كان هذا هو الرأي الذي تتمنى أن يعرفهُ أطفالك حولَ الكون فإن سحر الواقع سوف يناسبهم وَيناسبك جدًا.»

## تاريخ النشر
| الدولة           | تاريخ الإصدار  | الناشر                                 | عدد الصفحات | ردمك                     |
| ---------------- | -------------- | -------------------------------------- | ----------- | ------------------------ |
| المملكة المتحدة  | 15 سبتمبر 2011 | مطبعة بانتام                           | 272 صفحة    | (ردمك 978-0593066126)    |
| العالَم           | 16 سبتمبر 2011 | ريتشارد دوكينز ولالا وارد (كِتاب مسموع) | –           | (ردمك 978-1846572821)    |
| الولايات المتحدة | 4 أكتوبر 2011  | صحافة حُرّة                              | 272 صفحة    | (ردمك 978-1439192818)    |
| العالَم العربي    | 2013           | التنوير للطباعة والنشر والتوزيع        | 280 صفحة    | (ردمك 978-9953-582-48-1) |

## روابط خارجية
- سحر الواقع على موقع الموسوعة البريطانية (الإنجليزية)